# Hahniidae
Hahniidae là một họ nhện gồm 230 loài được xếp vào 26 chi.

## Các chi
- Alistra Thorell, 1894
- Amaloxenops Schiapelli & Gerschman, 1958
- Antistea Simon, 1898
- Asiohahnia Ovtchinnikov, 1992
- Austrohahnia Mello-Leitão, 1942
- Calymmaria Chamberlin & Ivie, 1937
- Cryphoeca Thorell, 1870
- Cryphoecina Deltshev, 1997
- Cybaeolus Simon, 1884
- Dirksia Chamberlin & Ivie, 1942
- Ethobuella Chamberlin & Ivie, 1937
- Hahnia C. L. Koch, 1841
- Harmiella Brignoli, 1979
- Iberina Simon, 1881
- Intihuatana Lehtinen, 1967
- Kapanga Forster, 1970
- Lizarba Roth, 1967
- Neoantistea Gertsch, 1934
- Neoaviola Butler, 1929
- Neocryphoeca Roth, 1970
- Neohahnia Mello-Leitão, 1917
- Porioides Forster, 1989
- Rinawa Forster, 1970
- Scotospilus Simon, 1886
- Tuberta Simon, 1884
- Willisus Roth, 1981